# Константин (Цилис)
Митрополи́т Константи́н (греч. Μητροπολίτης Κωνσταντίνος, в миру Константи́нос Ци́лис, греч. Κωνσταντίνος Τσίλης; род. 1973, Пирей, Греция) — архиерей Константинопольского Патриархата; митрополит Сингапурский (с 2011). Младший брат митрополита Гонконгского Нектария (Цилиса).

## Биография
После окончания семинарии в Афинах обучался в богословской школе Афинского университета, а также прошёл ряд вспомогательных курсов: по журналистике, дикции, символике слова, кинематографии (в Греции и за границей), помощи пострадавшим от естественных катаклизмов (в Восточном меннонитском университете в США по стипендии правительства США), традиционной медицине (со специализацией на первой помощи и помощи голодающим в Таиланде), преподаванию греческого как второго языка (в философской школе Афинского университета).
В течение 15 лет работал журналистом в церковных и светских изданиях, а также как сотрудник и продюсер радио-программ и редактор новостных программ ряда радиостанций: Радио «Искусство и Слово» Фессалоникского муниципалитета, Радио Пирейской митрополии, Радио Элладской Церкви. Также, будучи мирянином, работал в Пирейской митрополии учителем воскресных школ, наставником летних лагерей, сотрудником Молодёжного отдела, представителем на молодёжных конференциях
С 1998 года в качестве волонтёра регулярно посещал Гонконгскую митрополию.
25 января 2003 года митрополитом Гонконгским Никитой (Лулиасом) был рукоположён во диакона, а 26 января тем же иерархом — в сан священника и назначен на должность архиерейского эпитропа в Гонконгской митрополии. 19 июля 2003 года был возведен в достоинство архимандрита.
После декабрьского цунами 2004 года, захлестнувшего Юго-Восточную Азию, явился организатором программы психологической и материальной поддержки пострадавшим, распространяя гуманитарную помощь, восстанавливая больницы и школы в Таиланде и Индонезии (остров Ниас).
С марта 2005 года по ноябрь 2011 года работал в качестве секретаря Гонконгской митрополии.
3 ноября 2011 года на заседании Священного Синода Константинопольской православной церкви был избран митрополитом на Сингапурскую кафедру.
21 ноября 2011 года Патриархом Константинопольским Варфоломеем в сослужении архиереев из состава Синода в Введенском храме Перы в Константинополе (Стамбуле) хиротонисан во епископа и возведён в сан митрополита Сингапурского. Хиротонию совершили: Патриарх Константинопольский Варфоломей, митрополит Никейский Константин (Харисиадис), митрополит Принкипоннисский Иаков (Стефанидис), митрополит Филадельфийский Мелитон (Карас), митрополит Самосский и Икарийский Евсевий (Пистолис), митрополит Мирликийский Хризостом (Калаидзис), митрополит Гонконгский Нектарий (Цилис), митрополит Каллиопольский и Матидский Стефан (Динидис), митрополит Прусский Елпидифор (Ламбриниадис).
12 февраля 2012 года в арендованной бывшей римо-католической часовне Чаймз (CHIJMES Hall) в Сингапуре состоялась его интронизация, в которой приняли участие: митрополит Гонконгский Нектарий (Цилис), возглавивший Литургию в качестве официального представителя Патриарха Константинопольского Варфоломея, митрополит Самосский и Икарийский Евсевий (Пистолис), митрополит Димитриадский Игнатий (Георгакопулос), митрополит Дарданеллский Никита (Лулиас) и митрополит Корейский Амвросий (Зографос).
Кроме родного греческого, владеет английским, а также немного итальянским, французским и еврейским языками. Знает язык жестов и шрифт Брайля.